# Oksana Chvets
Pour les articles homonymes, voir Chvets.
Oksana Oleksandrivna Chvets (en ukrainien : Оксана Олександрівна Швець), née le 10 février 1955 à Kiev et morte le 17 mars 2022 dans la même ville, est une actrice ukrainienne tuée lors de l'invasion russe de l'Ukraine en 2022.

## Biographie
Oksana Chvets est morte après que l’immeuble résidentiel dans lequel elle se trouvait à Kiev a été touché par des roquettes.